# Chiomonte
Chiomonte är en ort och kommun i storstadsregionen Turin, innan 2015 provinsen Turin, i regionen Piemonte, Italien. Kommunen hade 883 invånare (2017). Chiomonte ligger på 750 meters höjd över havet och gränsar till kommunerna Exilles, Giaglione, Gravere och Usseaux.
Under de olympiska vinterspelen 2006 var ett av de officiella träningslägren förlagt här.